# Uitgelezen Boeken
Uitgelezen Boeken (Katern voor boekverkopers en boekenkopers) is een zeer onregelmatig verschijnende uitgave van Uitgeverij De Buitenkant in Amsterdam. Het plan voor Uitgelezen Boeken is ontstaan door antiquaar Louis Putman en drukker Jan de Jong in 1977, zij lieten eerst drie proefnummers verschijnen en pas in 1981 verscheen het eerste officiële nummer. Tot eind 2010 zijn inmiddels 36 nummers verschenen.
Alle bijzondere kanten van het boekenvak worden in Uitgelezen Boeken belicht. Er verschijnen artikelen over vergeten schrijvers, illustratoren of uitgevers. Ook aparte items zoals afleveringen over bladwijzers en boekhandelszegels en prentbriefkaarten - komen in Uitgelezen Boeken aan bod. De eerste Nederlandse strip in facsimile, een hoorspel op CD, of een recept voor appeltaart van de moeder van Du Perron zijn onderwerpen die in het periodiek aan de orde worden gesteld.

## De verschenen titels
- Drie generaties Vestdijk - Uitgelezen Boeken, Jrg. 1 nr.1 1981 / 17,5 x 25,5 cm, 28 pagina’s, auteur: L. Putman, vormgeving: Sofia France

- Meindert Boogaerdt / Leo Lezer - Uitgelezen Boeken, Jrg. 1 nr.2 1982 / 17,5 x 25,5 cm, 36 pagina’s, auteurs: L. Putman & Joop vd Berg, vormgeving: Chang Chi Lan-Ying

- Bladwijzers - Uitgelezen Boeken, Jrg. 1 nr.3 1982 / 17,5 x 25,5 cm, 32 pagina’s, auteurs: A. Jonker & W. Kramer. vormgeving: Jaap Lieverse

- Geschiedenis van de Nederlandse prentbriefkaart - Uitgelezen Boeken, Jrg. 2 nr.1 1983 / 17,5 X 25,5 cm, 28 pagina’s, auteurs: L. Putman, Ad Leeflang & J vd Berg, vormgeving: Chang Chi Lan-Ying

- Nederlands-Indische cabaretteksten - Uitgelezen Boeken, Jrg. 2 nr.2 1983 / 17,5 x 25,5 cm, 40 pagina’s, auteur: J vd Berg, vormgeving: Jan Willem Stas

- Louis Kloos alias Jan de Kladder - Uitgelezen Boeken, Jrg. 2 nr.3 1985 / 17,5 x 25,5 cm, 24 pagina’s, auteurs: Maarten Kloos, L. Putman & Rudolf Atele, vormgeving: Chang Chi Lan-Ying

- Reimond Stijn / Fred Batten - Uitgelezen Boeken, Jrg. 3 nr.1 1987 / 17,5 x 25,5 cm, 62 pagina’s, auteurs: L. Putman & Joop vd Berg, vormgeving: Chang Chi Lan-Ying

- Alie Smeding, schrijfster uit Enkhuizen - Uitgelezen Boeken, Jrg. 3 nr.2 1988 / 17,5 x 25,5 cm, 56 pagina’s, auteur: Margot de Waal, vormgeving: Chang Chi Lan-Ying

- Leo Lezer, boekhandelaar te Bandoeng - Uitgelezen Boeken, Jrg. 3 nr.3 1989 / 17,5 x 25,5 cm, 50 pagina’s, auteur: Joop vd Berg, vormgeving: Frits Deys

- Huldebundel voor Louis Putman - Uitgelezen Boeken, Jrg. 4 nr.1 1989 / 17,5 x 25,5 cm, 60 pagina’s, vormgeving: Jan Willem Stas

- De Multatulianen groeten u allen zeer - Uitgelezen Boeken, Jrg. 4 nr.2 1990 / 17,5 x 25,5 cm, 56 pagina’s, auteurs: Atte Jongstra & Jos v Waterschoot, vormgeving: Chang Chi Lan-Ying

- Veilingen van A.T. Kleerekoper - Uitgelezen Boeken, Jrg. 4 nr.3 / 1991 / 17,5 x 25,5 cm, 56 pagina’s, auteurs: L. Putman & Sjaak Hubregtse, vormgeving: Joseph Plateau

- Mary Pos, een fenomeen - Uitgelezen Boeken, Jrg. 5 nr.1 1992 / 17,5 x 25,5 cm, 36 pagina’s, auteur: Joop vd Berg, vormgeving: Chang Chi Lan-Ying

- Op zoek naar Eddy du Perron - Uitgelezen Boeken, Jrg. 5 nr.2 1993 / 17,5 x 25,5 cm, 28 pagina’s auteur: Hans Beynon vormgeving: Chang Chi Lan-Ying

- Uitgeverij Gebr. E.& M. Cohen - Uitgelezen Boeken, Jrg. 5 nr.3 1995 / 17,5 x 25,5 cm 32 pagina’s, auteur: Esther Z.R. Cohen, vormgeving: Aya Gillissen

- Over boekleggers, boekhandelszegels en uitgeverskaarten - Uitgelezen Boeken, Jrg. 6 nr.1 1995 / 17,5 x 25,5 cm, 40 pagina’s, auteur: Frank Divendal, vormgeving: Aya Gillissen

- Dé Lilah, Indisch proza - Uitgelezen Boeken, Jrg. 6 nr.2 1996 / 17,5 x 25,5 cm, 44 pagina’s, auteur: Joop vd Berg, vormgeving: v/h Gebr. van Dalen

- De archeologie van het Ned. stripverhaal - Uitgelezen Boeken, Jrg. 6 nr.3 1997 / 17,5 x 25,5 cm, 36 pagina’s, auteur: Nop Maas, vormgeving: Martijn Hassink

- Couperus in beeld - Uitgelezen Boeken, Jrg. 7 nr.1 1998 / 17,5 x 25,5 cm, 28 pagina’s, auteur: Hans van der Horst, vormgeving: Chang Chi Lan-Ying

- Over Billy Cam en Korporaal Achilles - Uitgelezen Boeken, Jrg. 7 nr.2 1998 / 17,5 x 25,5 cm, 40 pagina’s, auteurs: Joop vd Berg & Nop Maas, vormgeving: Chang Chi Lan-Ying

- Een bibliotheek in Bamanya, Congo - Uitgelezen Boeken, Jrg. 7 nr.3 1999 / 17,5 x 25,5 cm, 32 pagina’s auteurs: Auke vd Berg, H.Vinck MSC, G. Hulstaert MSC, vormgeving: Chang Chi Lan-Ying,

- Het Joodse boek in vooroorlogs Mokum - Uitgelezen Boeken, Jrg. 8 nr.1-2 1999 / 17,5 x 25,5 cm, 72 pagina’s, auteurs: Jaap Meijer & Odette Vlessing, vormgeving: Chang Chi Lan-Ying

- Geert Mak, drie verhalen van zijn vader - Uitgelezen Boeken, Jrg. 8 nr.3 2000 / 17,5 x 25,5 cm, 54 pagina’s, auteur: Geert Mak, vormgeving: Huibrecht van Opstal

- Over Cornélie Noordwal - Uitgelezen Boeken, Jrg. 9 nr.1 2002 / 17,5 x 25,5 cm, 56 pagina’s, auteur: Hans Pars, vormgeving: Chang Chi Lan-Ying

- De bibliofiele reeks Ursa Minor - Uitgelezen Boeken, Jrg. 9 nr.2 2003 / 17,5 x 25,5 cm, 56 pagina’s auteur: Sjoerd v Faassen, vormgeving: Chang Chi Lan-Ying

- Bladwijzers - Uitgelezen Boeken, Jrg. 9 nr.3 2003 / 17,5 x 25,5 cm, 44 pagina’s, auteur: Frank Divendal, vormgeving: Sonja & Zoonen

- Hoogtepunten 25 jaar zetterij, drukkerij en uitgeverij - Uitgelezen Boeken, Jrg.10 nr.1 2005 / 17,5 x 25,5 cm 92 pagina’s, vormgeving: Saskia van Rheden (Zijwit)

- Ontwerper Henny Cahn - Uitgelezen Boeken, Jrg.10 nr.2-3 2006 / 17,5 x 25,5 cm, 66 pagina’s, auteur: Paul Hefting, vormgeving: Joseph Plateau, ISBN 978 90 76452 66 1

- Lezingen Willem Elsschot-Benefietdiners, Lijmen bij Dwaallicht - Uitgelezen Boeken, Jrg.11 nr.1 2006 / 17,5 x 25 cm, 64 pagina's, / geïllustreerd, auteurs: Patrick Janssens, Mark Eyskens, Frits Bolkestein, Louis Tobback, Piet van Eeckhaut, opmaak: Chang Chi Lan-Ying,ISBN 978 90 76452 76 0

- E. du Perron, François Charpèt en andere beeldverhalen - Uitgelezen Boeken, Jrg.11 nr.2 2007 / 17,3 x 25 cm, 48 pagina's, / geïllustreerd, auteur: Kees Snoek, opmaak: Chang Chi Lan-Ying, ISBN 978 90 76452 57 9

- Een kinderboekje, onbekend, maar zeer bemind Uitgelezen Boeken, Jrg.11 nr.3 2007 / 17,3 x 25 cm, 40 pagina's / geïllustreerd, opmaak Chang Chi Lan-Ying, auteurs: Paul Hefting, Maarten Henket

- C.J. Aarts - zestig - Uitgelezen Boeken, Jrg.12 nr.1-2 2008 17,3 x 25 cm, 80 pagina’s / geïllustreerd, opmaak: Jan Willem Stas

- Drie rasverzamelaars, Ulco Proost & Jan en Wim van Kuyk - Uitgelezen Boeken, Jrg.12 nr.3 2008 17,3 x 25 cm, 56 pagina’s / geïllustreerd, auteurs: Piet en Leontine Buijnsters, opmaak: Chang Chi Lan-Ying

- 1609; het jaar van Emanuel van Meteren en Henry Hudson Uitgelezen Boeken, Jrg.13 nr.1 2009 / 17,5 x 25,5 cm, 64 pagina’s, auteurs: Odette Vlessing & André Vuijsje, ISBN 978 90 76452 68 5

- Een vriend komt thuis - Jacob Israël de Haan-nummer / Uitgelezen Boeken, Jrg.13 nr.2 / Mathijsen e.v.a. 2009 / 56 pagina's / 17,5 x 25 cm / rijk geíllustreerd / opmaak Chang Chi Lan-Ying / ISBN 978 90 76452 89 0

- E, de kunst van het weglaten Uitgelezen Boeken, Jrg.13 nr.3 / 2010 / 17,5 x 25,5 cm 68 pagina's / ISBN 978 94 90913 02 1